# Alice Glaser
Alice Glaser (3 de diciembre de 1928 - 22 de agosto de 1970) fue una escritora estadounidense y editora de la revista Esquire.

## Primeros años
Alice Glaser se crio en Long Island, siendo la hija de Hilda Glaser y Lewis Glaser. Asistió al Woodmere High School y se graduó en 1946. Completó sus estudios universitarios en Radcliffe College en 1950, con una tesis sobre Joseph Conrad.

## Carrera
Desde 1958, Glaser trabajó en la revista Esquire, eventualmente como editora asociada bajo Harold Hayes. En ese puesto, estuvo regularmente en contacto con autores destacados y autores potenciales, como Martin Luther King Jr. y Diane Arbus. También escribió artículos para la revista. Una de sus contribuciones en 1963, "Back on the Open Road for Boys", describe la semana que pasó en la India con Allen Ginsberg. Otros artículos de Glaser incluyeron una entrevista con "el último de los jefes de Séneca" en 1964, y "Hair!" (1965), una exploración de la cultura de la belleza de las adolescentes.
También escribió reseñas de libros para el Chicago Tribune. En 1961, su historia distópica "The Tunnel Ahead" se publicó en The Magazine of Fantasy and Science Fiction. La historia ha sido objeto de muchas antologías y fue adaptada en el galardonado cortometraje The Tunnel (Tunnelen, 2016) de André Øvredal.

## Fallecimiento
Glaser murió en 1970 tras una caída, posiblemente un suicidio, a los 41 años en Nueva York.